# Mount Kenya
Mount Kenya je najviša planina u Keniji i druga po visini u Africi, odmah poslije planine Kilimandžaro. Nalazi se u središnjoj Keniji, odmah južno od ekvatora i oko 150 km sjeveroistočno od glavnog grada, Nairobija. Po ovoj planini je naziv dobila i Republika Kenija. Planina
Nacionalni park Mount Kenya se proteže 715 km² oko njezina vha, u središtu planine, i prima oko 15.000 posjetitelja godišnje. Osnovan je 1949. godine kao šumski rezervat kako bi se zaštitila nevjerojatna ljepota krajolika visokih vrhova, ledenjaka i jedinstvene flore. God. 1978. postao je rezervat biosfere, a 1997. godine nacionalni park, koji je kao takav upisan na UNESCO-ov popis mjesta svjetske baštine u Africi kao jedan od najdojmljivijih afričkih krajolika koji su jedinstven izvor za spoznaju evolucije i ekologije afro-alpske flore. God. 2013., zaštićeno područje svjetske baštine je prošireno i na susjedno zaštićeno područje divljih životinja Lewa Downs i u njemu šumski rezervat Ngare Ndare, koji predstavljaju podnožje planine s prijelaznim područjem iz planinskog ekosustava u savanski sustav visoke aridnosti i bioraznolikosti.
Na planini živi više etničkih skupina kao što su Masai, Kĩkũyũ, Ameru i Embu, koji svi planinu drže za sveto mjesto, te svoje domove grade tako da gledaju u planinu.

## Prirodne odlike

### Zemljopisne odlike
Najviši vrhovi Mount Kenye su Batian (5.199 m), Nelion (5.188 m) i Point Lenana (4.985 m), koji su imena dobili po Masai poglavicama. Ovi vrhovi imaju ledene pokrivače od 4.650 m visine naviše, a najdublje doline su na visinama od 3.300 m.
Mount Kenya je zapravo stratovulkan koji je nastao prije oko 3 milijuna godina, kada je nastao i Istočnoafrički rasjed na istočnom rubu Velike rasjedne doline, i uglavnom se sastoji od stijena kao što su: bazalt, porfir, granit, trahit i fonolit. Tisućama godina je njegov krater bio prekriven pokrivačom od leda i tada je planina imala visinu od oko 6.500 m. Zbog toga njezine stijene danas imaju jako erodirane litice i brojne udoline koje se radijalno šire od središta Trenutačno se na njoj nalazi 11 ledenjaka, a njezine šumske padine su važan izvor vode za cijelu Keniju (rijeke Tana i Ewaso Ng'iro).
Zbog visinskih raspona i gotovo konstantnih temperatura, vlage i visoke insolacije, vrhovi Mount Kenye su konstantno u oblacima.
- Kikuyu nastamba na planini Kenya
- Vrhovi batian i Nelion
- Vrh Lenana je treći po visini i najpristupačniji
- Lewisov ledenjak je najveći na Mount Kenyi
- Dolina klanaca Chogoria

### Flora i fauna
Od njezina podnožja prema vrhu niže se nekoliko diferenciranih vegetacijskih pojasa, od kojih su najniži prekriveni raznolikom šumom (kišna tropska šuma, bambus, niska zimzelena šuma), a najviši sadrže endemske alpske vrste cvijeća kao što su: divovska lobelija (Lobelia aberdarica) i nekoliko vrsta vrijesa, među kojima živi rijetki sisavac - Daman kamenjar.
Od životinja, na planini Mount Kenya obitava značajan kolobus (Colobus) i drugih majmuna, te nekoliko vrsta Dujkera i afrički bivol (Syncerus caffer), dok su neki dijelovi parka okruženi električnom ogradom kako bi se spriječio izlazak slonova u gusto naseljena područja i njihova bogata poljoprivredna polja.
- Slap na planini
- Gusta niska šuma
- Endemski Senecio keniodendron
- Lobelija (Lobelia deckenii)
- Daman kamenjar

## Vanjske poveznice
- Službena stranica zaklade Mount Kenya (engl.) Posjećeno 1. studenog 2011.
- Službena stranica Nacionalnog parka Mount Kenya  Arhivirana inačica izvorne stranice od 25. siječnja 2010. (Wayback Machine) (engl.) Posjećeno 1. studenog 2011.